# Wilfried Böse
Wilfried Bonifatius Böse, detto Boni (Stoccarda, 7 febbraio 1949 – Entebbe, 4 luglio 1976), è stato un terrorista tedesco.

## Biografia
Böse fu uno dei membri nonché cofondatore dell'organizzazione tedesca Revolutionäre Zellen, che all'inizio tra gli anni settanta e ottanta fu descritto come uno dei gruppi terroristici più pericolosi della Germania Occidentale dal Ministero dell'interno della Germania Ovest.
Fu responsabile di numerosi attacchi e attentati in Germania Ovest e nel 1976 fu tra i fautori del dirottamento del volo 139 dell'Air France, nel quale trovò la morte a Entebbe in Uganda, durante uno scontro a fuoco con i militari israeliani nel corso dell'operazione per la liberazione degli ostaggi.

## Cultura popolare
Il personaggio di Böse è stato ritratto in numerose opere filmiche. Venne interpretato da Helmut Berger nel film La lunga notte di Entebbe del 1976, da Klaus Kinski in La notte dei falchi (1977), da Horst Buchholz in I leoni della guerra (1977), Aljoscha Stadelmann in Carlos (2010) e da Daniel Brühl in 7 giorni a Entebbe (2018).